# Aphanistes limulus
Aphanistes limulus är en stekelart som beskrevs av Ian D. Gauld 1978. Aphanistes limulus ingår i släktet Aphanistes och familjen brokparasitsteklar. Inga underarter finns listade i Catalogue of Life.